# Parlamentswahl in Finnland 1910
- SDP: 86
- KTL: 1
- RKP: 26
- NSP: 28
- ML: 17
- SP: 42

Die Parlamentswahl in Finnland 1910 (finnisch Eduskuntavaalit 1910; schwedisch Riksdagsvalet 1910) fand am 1. und 2. Februar statt. Es war die Wahl zum 4. finnischen Parlament. Zu dieser Zeit war Finnland autonomes Großfürstentum innerhalb des Russischen Reiches.
Gewählt wurden 200 Abgeordnete für ein Jahr. Auch in der vierten Legislaturperiode überschatteten die gespannten Beziehungen zu Russland die Parlamentsarbeit; vier Monate nach der Wahl beschloss die Duma, die Autonomie Finnlands aufzuheben.

## Teilnehmende Parteien
Es traten 6 verschiedene Parteien zur Wahl an:
| Partei | Partei | Ausrichtung                   | Spitzenkandidat  |
| ------ | --- | ----------------------------- | ---------------- |
|        | Sozialdemokratische Partei Finnlands Suomen Sosialidemokraattinen Puolue (SDP) Finlands Socialdemokratiska Parti | sozialdemokratisch            | Matti Paasivuori |
|        | Finnische Partei Suomalainen Puolue (SP) Finska partiet                                                          | konservativ-fennoman          |                  |
|        | Jungfinnische Partei Nuorsuomalainen Puolue (NSP) Ungfinska partiet                                              | national-liberal              |                  |
|        | Schwedische Volkspartei Ruotsalainen Kansanpuolue (RKP) Svenska Folkpartiet (SFP)                                | liberal                       | Axel Lille       |
|        | Landbund Maalaisliitto (ML) Agrarförbundet                                                                       | sozialliberal                 | Kyösti Kallio    |
|        | Christlicher Arbeiterbund Finnlands Suomen Kristillisen Työväen Liitto (KTL) Finlands kristliga arbetarförbund   | christlich-sozialdemokratisch |                  |

## Wahlergebnis
Die Wahlbeteiligung lag bei 60,1 Prozent und damit 5,2 Prozentpunkte unter der Wahlbeteiligung bei der Parlamentswahl 1909. Die Sozialdemokraten blieben bei leichtem Stimmenzuwachs stärkste Kraft vor der Finnischen Partei, die ihren Abwärtstrend von vorherigen Wahlen fortsetzte und sechs Sitze verlor. Der Landbund gewann vier Sitze dazu.
| Partei            | Partei                                     | Stimmen   | Stimmen | Stimmen | Sitze  | Sitze |
| Partei            | Partei                                     | Anzahl    | %       | +/−     | Anzahl | +/−   |
| ----------------- | ------------------------------------------ | --------- | ------- | ------- | ------ | ----- |
|                   | Sozialdemokratische Partei Finnlands (SDP) | 316.951   | 40,04   | +0,15   | 86     | +2    |
|                   | Finnische Partei (SP)                      | 174.661   | 22,07   | −1,55   | 42     | −6    |
|                   | Jungfinnische Partei (NSP)                 | 114.291   | 14,44   | −0,06   | 28     | −1    |
|                   | Schwedische Volkspartei (RKP)              | 107.121   | 13,53   | +1,22   | 26     | +1    |
|                   | Landbund (ML)                              | 60.157    | 7,60    | +0,87   | 17     | +4    |
|                   | Christlicher Arbeiterbund Finnlands (KTL)  | 17.344    | 2,19    | −0,56   | 1      | —     |
|                   | Sonstige                                   | 1.034     | 0,13    | −0,07   | —      | —     |
| Gesamt            | Gesamt                                     | 791.559   | 100,00  |         | 200    |       |
| Gültige Stimmen   | Gültige Stimmen                            | 791.559   | 99,37   |         |        |       |
| Ungültige Stimmen | Ungültige Stimmen                          | 5.010     | 0,63    |         |        |       |
| Wahlbeteiligung   | Wahlbeteiligung                            | 796.569   | 60,12   |         |        |       |
| Wahlberechtigte   | Wahlberechtigte                            | 1.324.931 | 100,00  |         |        |       |
| Quelle:           |                                            |           |         |         |        |       |